# Frederico da Baviera
Frederico da Baviera, o Sábio (em alemão: Friedrich von Bayern, der Weise; 1339 — 04 de dezembro de 1393), foi Duque da Baviera de 1375 até sua morte. Era o segundo filho de Estêvão II da Baviera e Isabel da Sicília.

## Descendência
Seus avós maternos eram Frederico II (ou III) da Sicília e Leonor de Anjou. Seus pais eram Carlos II de Nápoles e Maria Árpád da Hungria.
Maria era filha de Estêvão V da Hungria e sua esposa, a rainha Isabel, que era filha de Zayhan de Kuni, um chefe da tribo Cumano e tinha sido um pagão antes de seu casamento.
Estêvão V era um filho de Bela IV da Hungria e Maria Lascarina. Maria Lascarina era filha de Teodoro I Láscaris e Ana Comnena Angelina. Ana era a filha do imperador bizantino Aleixo III e Eufrósine Ducena Camaterina.

## Reinado
De 1375 até 1392 governou a Bavaria-Landshut em conjunto com seus irmãos Estêvão III e João II e conseguiu administrar a parte mais rica do ducado, a região de Landshut que ele também manteve após a divisão da Baviera entre seus irmãos em 1392, quando Bavaria-Landshut foi reduzida desde Bavaria-Ingolstadt e Baviera-Munique, foram criadas por seus irmãos.
Em 1383 Frederico lutou ao lado dos franceses de Flandres contra os ingleses. Visitou seu tio Alberto I de Straubing-Holanda em Quesnoy e participou do cerco de Bourbourg. Em 1º de novembro foi para uma pensão anual de 4 000 francos em Paris a serviço do rei Carlos VI, cujo casamento com sua sobrinha Isabela correu significativamente. No verão de 1385 acompanhou Isabela — mais tarde chamada Isabel da Baviera — em Amiens para seu casamento com o rei.
Em 1387 aprisionou o arcebispo de Salzburgo para forçá-lo a terminar a sua aliança com uma confederação de cidades em Suábia. Frederico foi conselheiro do rei Venceslau de Luxemburgo em assuntos legais e um candidato favorável à sucessão do rei quando ele morreu em Budweis em 1393. Foi sucedido na Baviera-Landshut por seu filho Henrique.

## Família e filhos
Foi casado duas vezes. Pela primeira vez em 1360 com Ana de Neuffen, filha de Bertoldo VII de Neuffen. Neste casamento teve apenas uma filha, Isabel (Isabela; 1361–17 de janeiro de 1382), casada com Marco Visconti, Senhor do Parma.
Casou-se pela segunda vez em 2 de setembro de 1381, com Madalena Visconti, filha de Barnabé Visconti e Beatriz Regina de Scala. Seus filhos foram:
1. Henrique XVI, o Rico (1386-1450).
2. João, morto na infância.
3. Isabel (1383–13 de novembro de 1442, Ansbach), casada com Frederico I de Brandemburgo.
4. Margarida (antes de 1384), morta na infância.
5. Madalena (1388-1410), casou-se em 1404 com o João Meinardo VII, Conde de Gorizia.